# Bahnhof Schwandorf
Der Bahnhof Schwandorf ist ein Bahnhof in Schwandorf. Er ist ein Eisenbahnknoten für Züge des Personennahverkehrs. Mit gut 5000 täglichen Ein- und Aussteigern und rund 180 Zugfahrten pro Tag ist er – nach Regensburg Hauptbahnhof der zweitmeistfrequentierte Bahnhof in der Oberpfalz.

## Geschichte
Der Bahnhof wurde am 12. Dezember 1859 von der AG der Bayerischen Ostbahnen mit der Eröffnung der Bahnstrecke Nürnberg–Schwandorf–Regensburg in Betrieb genommen. Schon knapp vier Jahre später, am 1. Oktober 1863, wurde die Bahnstrecke Schwandorf–Weiden ihrer Bestimmung übergeben, die 1865 bis Cheb verlängert wurde. Nachdem am 7. Januar 1861 eine Verbindung nach Cham eingeweiht wurde, war die Strecke ab Herbst desselben Jahres durchgehend über Furth im Wald und Pilsen bis Prag befahrbar. Somit liefen durch die Stadt zwei Trassen in Nord-Süd- und Ost-West-Richtung. Diese Linien bestehen noch heute, wobei man Schwandorf nicht mehr als „Eisenbahnerstadt“ bezeichnen kann, wie es früher der Fall war.
Am 17. April 1945 wurde der Bahnhof beim Luftangriff auf die Stadt Schwandorf, bei dem 175 britische und kanadische Lancaster-Bomber zwischen 3:52 Uhr und 4:07 Uhr rund 633 Tonnen Spreng- und Brandbomben abwarfen, praktisch völlig zerstört. Zum Zeitpunkt des Angriffs befanden sich neben Nachschubtransporten unter anderem auch vier Lazarettzüge und ein Zug der Kinderlandverschickung im Bahnhof. Auf dem Bahnhofsgelände gab es 284 Todesopfer. Der Sachschaden betrug über 1,3 Millionen Reichsmark. Trotz der immensen Schäden konnten bereits am 19. April die ersten Züge den Bahnhof wieder passieren.
Im Rahmen des Projektes Donau-Moldau-Bahn war eine südöstliche Umgehungskurve Schwandorfs geplant, die den bisherigen Richtungswechsel der von München nach Prag verkehrenden Züge überflüssig machen und somit zu einer Fahrzeitverkürzung führen sollte.

## Infrastruktur und Ausstattung
Der Bahnhof verfügt heute über zwölf Hauptgleise, von denen fünf im Personenverkehr genutzt werden. Der Hausbahnsteig und die beiden Inselbahnsteige sind 38 Zentimeter hoch, nur über Treppen verbunden, und bieten somit keine Voraussetzungen für barrierefreie Einstiegsverhältnisse. Im Empfangsgebäude sind neben einem Fahrkartenschalter ein Zeitschriftenladen, ein Bäcker sowie ein Laden für Reisebedarf mit Bistro untergebracht.

## Verkehrsanbindung
| Linie                    | Strecke | Taktfrequenz                                    |
| ------------------------ | --- | ----------------------------------------------- |
| RE2                      | München Hbf – Landshut – Regensburg – Schwandorf – Hof Hbf                                                      | Zweistundentakt                                 |
| RE23                     | München Hbf – Landshut – Regensburg – Schwandorf – Hof Hbf                                                      | ein Zugpaar                                     |
| RE25                     | München Hbf – Landshut – Regensburg – Schwandorf – Furth im Wald – Plzeň (Pilsen) – Praha hlavní nádraží (Prag) | Zweistundentakt                                 |
| RE40                     | (Regensburg –) Schwandorf – Amberg – Nürnberg Hbf                                                               | Stundentakt                                     |
| RE47                     | Nürnberg Hbf – Amberg – Schwandorf – Roding – Cham – Furth im Wald                                              | Werktags, zwei Züge pro Richtung                |
| RE31                     | Regensburg Hbf – Schwandorf – Hof Hbf                                                                           | einmal freitags                                 |
| RB23                     | (Regensburg Hbf –) Schwandorf – Weiden (Oberpf) – Marktredwitz                                                  | Stundentakt, einzelne Verstärker von/bis Weiden |
| RB27                     | Schwandorf – Roding – Cham (– Furth im Wald / Lam)                                                              | stündlich, zweistündlich nach Furth oder Lam    |
| Stand: 13. Dezember 2020 | |                                                 |

Täglich verkehren am Bahnhof Schwandorf etwa hundert Züge.
Neben dem Bahnhof befindet sich ein Busbahnhof, von dem Busse in alle Teile der Stadt und in die Umlandgemeinden verkehren.
Ein Park-and-ride-Platz und ein Taxistand sind ebenfalls am Bahnhof vorhanden.

## Weitere Bahnhöfe in Schwandorf
Im nördlichen Stadtgebiet liegt der Bahnhof Irrenlohe.
Im südlich von Schwandorf gelegenen Stadtteil Klardorf existiert ebenfalls ein Bahnhof, an dem jedoch seit 2. Juni 1985 keine Reisezüge mehr halten. Im Bahnhof Klardorf waren ein Ausweichgleis, welches sich zwischen den beiden durchlaufenden Hauptgleisen befand, und ein Rampengleis mit Laderampe auf der westlichen Bahnhofseite vorhanden. Im Zuge der Elektrifizierung soll in Klardorf ein Überholgleis für 740 m lange Güterzüge entstehen, darüber hinaus gibt es Bestrebungen seitens der Stadt Schwandorf, dass in Klardorf wieder Personenzüge Halt machen.